# Електронски топ
Електронски топ (користи се и назив електронски емитер) је електрична компонента у неким вакуумским цијевима која производи узак, колиматован (паралелан) и непрекидан катодни зрак (ток електрона) прецизне кинетичке енергије. Састоји се од грејане катоде која отпушта електроне (термоелектронска емисија) и аноде која их привлачи тако да формирају правилан сноп.
Највећа употреба је код монитора са катодном цеви (ЦРТ монитори), коришћених у изради старијих ТВ пријемника, рачунарских монитора и осцилоскопа.  Такође су коришћени и код вакуумских цијеви са микроталасним линеарним зракама као што су клистрони, индуктивне излазне цијеви, цијеви са прогресивним таласом, гиротрони и сл., али и код научних инструмената попут електронских микроскопа и акцелератора.
Електронски топови се могу класификовати по типу електричног поља које генеришу (DC или RF), по механизму емисије (термоелектронски,  фотокатодски, хладни или сa плазма-изворима), по врсти фокусирања (чисто електростатички или са магнетским пољима), те по броју електрода.

## Карактеристике
Електронски топ са једносмерном струјом термоелектронске емисије је састављен од неколико делова: од грејане катоде (која је загрејана како би створила ток електрона путем термоелектронске емисије), електрода (које генеришу електрично поље како би се сноп фокусирао; нпр. Венелтов цилиндар) и једне или више анода (које убрзавају и додатно фокусирају електроне). Високи напон између катоде и аноде убрзава електроне. Одбојни прстен смештен између њих фокусира електроне на малу тачку која се налази на аноди, „на рачун” ниже екстракције јачине поља на површини катоде. На овој тачки се често налази рупа како би електрони који пролазе кроз аноду формирали колиматован (паралелан) сноп и на крају стигли до друге аноде која се зове колектор. Ова поставка је слична Ајнзеловим сочивима.
Већина монитора са катодном цеви у боји — као што су они коришћени у телевизијама у боји — укључује три електронска топа од којих сваки производи различит сноп електрона. Сваки сноп путује кроз тзв. сенску маску где ће електрони бити под утицајем црвеног, зеленог или плавог фосфора да би се осветлио један пиксел на екрану. Резултујућа боја коју гледалац види ће бити комбинација ових трију примарних боја (примарних у електроници).

## Примена
Најчешћа примена електронских топова је у мониторима са катодном цеви, који су били нашироко коришћени у изради монитора за рачунаре и телевизоре. Електронски топ се такође може користити за јонизацију честица у испаравању или гасовитом стању. Снажнији електронски топови се користе у заваривању, премазивању (облагању) метала, 3Д металним штампачима, производњи металног праха и вакуумским пећима.

## Мерење и детекција
Нанокулонметар у комбинацији са Фарадејевим цилиндром се може користити за мерење и детекцију снопова емитованих из електронских или јонских топова.
Други начин за детекцију снопова из електронског топа је коришћење фосфорских екрана који ће засветлети уколико буду „погођени” електроном. 